# Задорнов, Михаил Николаевич
Михаил Николаевич Задо́рнов (21 июля 1948, Юрмала, Латвийская ССР, СССР — 10 ноября 2017, Москва, Россия) — советский и российский писатель-сатирик, драматург, юморист, актёр, режиссёр, сценарист. Лауреат премии Ленинского комсомола (1975). Член Союза писателей России.
Задорнов начал карьеру актёра и драматурга в 1970-е годы в студенческом театре МАИ. В середине 1980-х годов руководил отделом сатиры и юмора в журнале «Юность». Первоначально его юмористические рассказы и монологи читали со сцены другие актёры. В 1980-х годах стал выступать самостоятельно и получил широкую известность. Является автором лирических и сатирических рассказов, юморесок, очерков, путевых заметок и пьес. Также известен как автор любительских гипотез в области этимологии русских слов и истории славян, рассматриваемых в различных источниках, в том числе специалистами, как псевдонаучные (псевдолингвистические и псевдоисторические).
Сын писателя, заслуженного деятеля культуры Латвийской ССР Николая Задорнова (1909—1992).
Согласно опросу ВЦИОМ, опубликованному 1 апреля 2019 года, Михаил Задорнов занял первое место среди юмористов, любимых россиянами. Под влиянием Задорнова псевдолингвистические идеи стали широко транслироваться через СМИ. Связанные с Задорновым ненаучные представления об истории и языке получили название «задорновщина».

## Биография и профессиональная деятельность

### Родители и родственники
Отец — Николай Павлович Задорнов (1909—1992), советский писатель, автор исторических романов.
Мать — Елена Мельхиоровна Задорнова (в девичестве Покорно-Матусевич; 1909—2003) — родилась в Майкопе, полька по национальности, происходила из старинного шляхетского польского рода Покорно-Матусевичей и известного на Руси рода Олизаровских, который ведёт своё начало от короля Стефана Батория. Была замужем дважды. Первый муж — министерский работник; в 1930 году родился старший единоутробный брат Михаила Задорнова — Лоллий. Мать работала корректором в уфимской газете, где познакомилась со вторым мужем. Похоронена на Лесном кладбище в Риге.
Согласно семейному преданию, Задорновы происходят из села Терновка Пензенской губернии (ныне микрорайон Пензы).
Дед Михаила Задорнова по отцу — Павел Иванович Задорнов (1875 — 31 мая 1933) — родился в селе Терновка. Окончил Казанский ветеринарный институт. Работал ветеринаром, арестован в Чите по обвинению в уничтожении скота, осуждён в 1933 году на 10 лет, умер в тюрьме, реабилитирован в 1957 году. Прадед — Иван Задорнов, сапожник, сын лесника. Переехал в Пензу. Бабушка — Вера Михайловна Задорнова (урождённая Шестакова; 1877 — 21 июня 1952), дочь священника. Окончила женскую гимназию с золотой медалью и Высшие коммерческие курсы в Санкт-Петербурге, затем Московский заочный институт иностранных языков и курсы переводчиков, преподавала немецкий язык в школе. Прадед — Михаил Иванович Шестаков (1844, Тверь — 15 [27] марта 1895) — выпускник Московской духовной академии, кандидат богословия, преподаватель латыни и Закона Божьего, с 1873 года священник Пензенского кафедрального собора. Прабабушка — Ольга Ивановна Шестакова (урождённая Войнова; 1840 — 20 мая [2 июня] 1915).
Дед по матери — Мельхиор Иустинович Покорно-Матусевич (1869—1942) — дворянин, окончил военное училище в Динабурге (1894), с 1903 года был офицером, воевал в Первой мировой войне на Кавказском фронте, участвовал в Трапезундской операции. В 1920 году был арестован, три года провёл в лагерях. В 60 лет был уволен после чистки соваппарата, после чего окончил курсы счетоводов.
Старшая сестра — Людмила Николаевна Задорнова (род. 1942) — преподаватель английского языка в Балтийской международной академии, написала в 2009 году книгу «Задорновы. История рода». Племянник, сын сестры Людмилы Николаевны, — Алексей Валерьевич Задорнов — юрист, адвокат, предприниматель генеральный директор юридической фирмы ООО «Задорнов и партнёры», был адвокатом своего дяди. В 2018 году стал директором библиотеки имени Николая и Михаила Задорновых в Доме Москвы в Риге.

### Ранние годы
Михаил Задорнов родился 21 июля 1948 года в Юрмале. Окончил рижскую среднюю школу № 10. В одном из выступлений сказал, что впервые вышел на сцену во втором классе, играл репку. Причём «вытаскивался так элегантно, что кричали: „Бис, браво, мол, вытащите его ещё раз!“». По его же словам, победил в математической олимпиаде, за что был награждён фотоаппаратом ФЭД.
Два года учился в Рижском политехническом институте. Увлёкшись рассказом студента МАИ, перевёлся с потерей курса на факультет «Двигатели летательных аппаратов» Московского авиационного института по специальности инженер-механик. Из-за режима секретности в названии специальности отсутствует космическая тематика, но Задорнов изучал двигатели космических аппаратов. МАИ окончил в 1974 году. В 1974—1978 годах работал в том же институте на кафедре «Авиационно-космическая теплотехника» инженером, затем ведущим инженером.
Воинскую службу проходил, с его слов, в горных войсках.
В 1970—1980-е годы художественный руководитель, режиссёр-постановщик и актёр студенческого агиттеатра МАИ «Россия». С этим коллективом объехал многие уголки СССР и всесоюзные стройки; был награждён премией Ленинского комсомола.

### Карьера
Дебютировал на Центральном телевидении СССР в 1982 году с монологом «Письмо студента домой». Настоящая популярность пришла в 1984 году, когда в передаче «Вокруг смеха» Задорнов представил свой фельетон «Два девятых вагона», принёсший ему широкую известность. В 1984—1985 годах — заведующий отделом сатиры и юмора в журнале «Юность». Рассказы и миниатюры Задорнова читали со сцены многие известные артисты, а с конца 1980-х годов он стал сам исполнять свои произведения. С начала 1990-х годов был автором и ведущим известных телепередач: «Аншлаг», «Смехопанорама», «Сатирический прогноз», «Дочки-матери».
По-видимому, Задорнов является автором получившего «повальное распространение» высказывания: «В России две беды: дураки и дороги». В конце 1980-х годов в монологе «Страна героев» сказал: «Н. В. Гоголь писал: „В России есть две беды: дороги и дураки“. Вот такое завидное постоянство мы сохраняем по сей день». После потери ненужного слова «есть» и смены порядка слов на ритмичный выражение обрело современную форму, обычно приписываемую то Гоголю, то Салтыкову-Щедрину, иногда Карамзину или П. А. Вяземскому, даже Николаю I, которые ничего подобного не говорили. По мнению К. В. Душенко, Задорнов приписал высказывание классику русской литературы из осторожности, в качестве «охранной грамоты», и для придания ему большей авторитетности.
Во второй половине 1980-х и в 1990-х годах сотрудничал с Евгением Петросяном, для которого писал эстрадные номера. Петросян подал Задорнову идею написать фельетон о том, как руководитель страны при своей безграмотности даёт уроки правильной речи. Задорнов довольно точно смог передать интонации Михаила Горбачёва, и фельетон полюбили. В 1995 году была выпущена ставшая популярной техно-композиция «Даду внедрёж» проекта «Господин Дадуда». Песня, которую исполняет якобы Горбачёв, была нарезана из вышеуказанной пародии Задорнова.
31 декабря 1991 года Задорнов (а не глава государства или диктор) выступал с предновогодним обращением к жителям страны. Обращение Бориса Ельцина тоже было записано и транслировалось на телевидении, но уже после обращения Задорнова. В 2010 году он вновь выступил с новогодним обращением, но на этот раз в интернете.

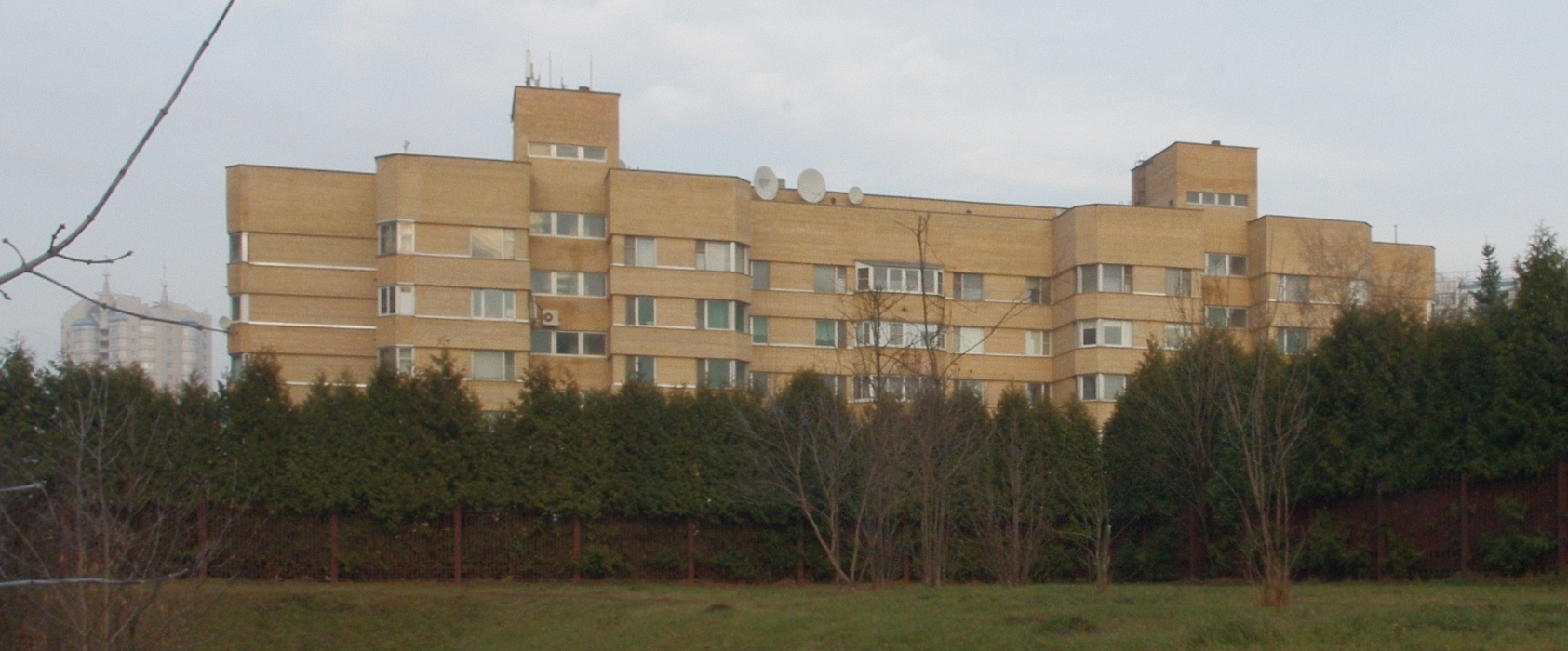
Дом, где жил Михаил Задорнов.
Москва, Осенняя улица, дом 4, корпус 2

В 1990-е годы вышло несколько книг Задорнова: «Конец света», «Не понимаю!», «Возвращение», одноактная комедия «Современные люди», весёлая пьеса для грустного кино «Кофточка», четырёхтомник — «Великая страна с непредсказуемым прошлым», «Мы все из Чи-Чи-Чи-Пи», «Крохотные звёзды», «Задоринки». Снимался в кинофильмах «Гений» (1991), «Депрессия» (1991), «Хочу вашего мужа» (1992).
Спектакли, поставленные по пьесе Задорнова «Последняя попытка», идут в нескольких российских театрах. В репертуар Московского губернского театра с 2017 года входит спектакль «Весна», поставленный по рассказам Михаила Задорнова.

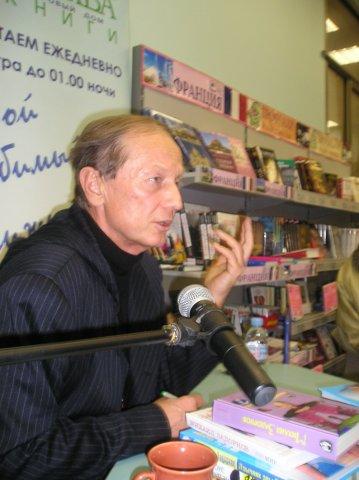
Презентация книги, 2008 год

Задорнов вёл собственный блог на сайте газеты «Московский комсомолец».
На концертах Задорнова с музыкальными номерами выступали различные исполнители, среди которых пианист Брендон Стоун, певицы Марина Орлова и Софья Фисенко.

### Смерть
В начале октября 2016 года стало известно, что у Задорнова обнаружена опухоль головного мозга.
Он скончался 10 ноября 2017 года в 9:15 в одной из клиник Москвы на 70-м году жизни. Президент России В. Путин выразил свои соболезнования.
Прощание с Михаилом Задорновым состоялось 12 ноября 2017 года в закрытом режиме.
Похоронен 15 ноября 2017 года в Юрмале на кладбище Яундубулты, рядом с могилой отца, после отпевания в церкви Александра Невского в Риге. Проститься с Задорновым пришли более четырёхсот человек, в том числе мэр Риги Нил Ушаков. В августе 2018 года на могиле Михаила и Николая Задорновых был установлен памятник.

## Любительская история и этимология

### «Арийское» происхождение славян
Задорнов проявлял интерес к происхождению славян, которое рассматривал в рамках славянского неоязычества, в том числе популяризировал идею о происхождении славян от «арийцев» («древних ариев»), заявлял о «величии славяно-арийских предков», «превосходстве» славян над Западом и прародине европейцев в легендарной Гиперборее. Себя Задорнов определял как «язычника эры Водолея». Псевдоисторическим взглядам Задорнова на тему истории Руси посвящены такие его книги как «Язычник эры Водолея», «Слава Роду», «Третье ухо» и др. Задорнов разделял мировоззрение Валерия Чудинова, известного главным образом как автор псевдонаучных теорий в области истории и лингвистики; утверждавшего, что первой цивилизацией в истории была «славянская ведическая цивилизация», и многие народы были русскими.
В 2005 году посетил археологический комплекс Аркаим, о чём писал в нескольких статьях в «Московском комсомольце». Задорнов считал, что в Аркаиме жили «наши предки», и отождествлял «праславян» с «арийцами». По его мнению, «арийцы в золотой век своей истории даже не воевали, пока оледенение Сибири их не заставило переселяться в Европу и на юг материка». Двадцать поселений, относящихся к «Стране городов», он преподносил как «двадцать тысяч». Писателя Сергея Алексеева, развивающего «арийскую» идею, Задорнов называл «настоящим историком» и утверждал, что тот занимался археологией.
В 2008 году Задорнов в соавторстве Алексеевым выпустил фильм «Аркаим. Стоящий у солнца» (премьера на РЕН-ТВ 26 апреля 2009 года). Согласно фильму, между Западом и Востоком всегда располагалась «третья (особая) цивилизация, ныне называемая Россией», культуру которой Алексеев называет «арийской». Говорится о мудрости «предков-арийцев» и их «высокой духовности», а также о том, что учёные скрывают это от народа.
Задорнов разделял идеи Владимира Щербакова и Геннадия Гриневича о славянском языке этрусской письменности и «критского диска». Не различая этрусские надписи и «Велесову книгу», утверждал, что этруски, которые, по его мнению, были русскими, писали «на дощечках» (отсылка к «Велесовой книге»). Разделял идею о великой русской цивилизации, существовавшей задолго до Рюрика. Посетив раскопки трипольских поселений в Украине, заявил о «трипольских городах» и связал трипольскую культуру со славянами. По его утверждению, он нашёл там «черты и резы», свидетельствующие о том, что «у нас была письменность» 6 тысяч лет назад. Посетив палеолитическую стоянку Костёнки, утверждал, что охотники на мамонтов были пранародом индоевропейцев и «мыслящий человек» произошёл из Сибири. Заявлял о существовании славянских «рунических знаков» эпохи мезолита под Мурманском, о Танаисе, который, по его словам, «открыл» Тур Хейердал и где якобы впервые появился пантеон древнескандинавских богов. Сторонник подлинности «Велесовой книги». Когда книга одного из первых публикаторов текста «Велесовой книги» Сергея Лесного была переиздана в Москве издательством «Алгоритм», Задорнов участвовал в её рекламе на страницах «Литературной газеты».
Задорнов утверждал, что Гитлер «испоганил арийские сивмолы». Задорнов защищал использование славянскими неоязычниками свастики, включая её современную разновидность, «коловрат». Он оправдывал это традиционностью свастики (в действительности свастика является лишь одним из многих элементов славянского орнамента, а символ «коловрат» создан в конце XX века). Утверждал, что народ сохранил не только сам «коловрат», но и использовал его название (это слово имеет невозможное для древнерусского языка неполногласие). Следователей, применяющих законы об экстремизме в отношении использования нацистской символики, Задорнов называл «следаками-придурками» и высказывал сомнения в их русскости. Прочих несогласных с его мнением о свастике — «отредактированными церковью» или «антиславянистами».
Задорнов негативно относился к христианству, во время своих концертов осуждал Ветхий Завет, утверждал, что ему «для общения с Богом… не нужны никакие посредники».
По мнению Задорнова, учёные, выполняя заказ Запада, злонамеренно скрывают от народа «замечательные открытия» о великом «арийском» прошлом. По его словам, «дело в том, что эти открытия могут помочь самоосознанию русскими своей истории», чему всеми силами мешает Запад, заинтересованный в образе России как «варварской страны». Тех, кто не верит в древнюю русскую цивилизацию, называл русофобами. По его мнению, в «арийской» идее «нет ничего шовинистического, ничего коричневого» (фашистского). В интервью утверждал, что работа учёных сводится к «зарабатыванию бабок» и писанию на заказ: «За что дали бабки, то и надо доказывать». Их нежелание прославлять «арийский» Аркаим Задорнов называл «очернением родной истории».
Задорнов и Чудинов участвовали в телепрограмме «Гордон Кихот» 19 сентября 2008 года, где продвигали свои псевдонаучные идеи; с ним в этой передаче полемизировали доктор исторических наук И. Н. Данилевский; доктор филологических наук В. М. Живов; диакон Андрей Кураев и др.
От родных Задорнова известно, что незадолго до своей смерти он отрёкся от неоязыческих взглядов, покаялся на исповеди и примирился с Православной церковью.

### Любительская этимология
С 2006 года Задорнов в рамках идеологии славянского неоязычества в своих монологах, интервью, в интернет-блоге и на других площадках активно выступал с многочисленными любительскими упражнениями в этимологии русских слов, противоречащими лингвистической науке. Любительские этимологии он получал при помощи методов, аналогичных методам неоязыческого писателя Сергея Алексеева, используя характерный для неоязычников приём «раскрытия» «глубинных», «исконных» значений слов русского языка путём дробления их на произвольно истолковываемые части.
Пример формулировки «гипотезы» Задорнова:
«…Как могло получиться, что такой разумный народ вдруг исчез из истории? Опять-таки давным-давно, на земли ариев начал наползать ледник. Пришлось нашим предкам сняться со своих северных насиженных мест и пойти за солнцем. Так арии рассеялись — от слова «Рассея» — на множество племён, народов по всему теперешнему нашему материку от Индии до Европы. Зато солнечное Ра вошло в другие языки. Даже в греческий и в латынь:
Литерату-ра, культу-ра, г-ра-мота и… сати-ра

Б-ра, люст-ра, ра-мпа, фа-ра…»
«Комсомольская правда» цитирует полное сатирическое выступление Задорнова, где заявление по «Ра-теории» было сделано в контексте и наряду со следующими упражнениями:
- богатырь образовано из двух слов — «бог» и «тырить» («тырить» означало «копить»). Богатырь — тот, кто в себе Бога накопил;
- небеса — не бесы, обитель Бога;
- аристократ — Арий в стократном поколении;
- Алла — слог «ал» — главный, величественный, могучий. Как ни читай, справа налево или слева направо, всё равно получается величественная и спереди и сзади;
- славянин — славь-ян-инь; инь — женская энергия, ян — мужская активная;
- крестьянин — крест-ян-инь. Три святыни в одном флаконе!

По мнению Задорнова «арии» «создали такой язык, который помогал им слышать Бога без посредников», и слова этого языка были «наполнены божественной сутью». В этом языке слоги «слагались» из букв, которые люди чувствовали, как вибрации, отражающие различные резонансные явления в природе. Русский язык сохранил «изначальный, первородный смысл слов» языка «ариев», который был утерян западными языками. Латынь, по утверждению Задорнова, является «поздним диалектом кельтского и других праславянских языков». Под влиянием латыни и «на основе славянских языков» появились немецкий, английский и французский языки. В телепрограмме «Гордон Кихот» Задорнов заявил, в частности, что латинский язык — сокращённый вариант праславянского языка.

### Антинорманизм
Во взглядах на историю Древней Руси Задорнов был сторонником антинорманизма, который он поддерживал как часть идеологии славянского неоязычества. Снял некоммерческий фильм «Рюрик. Потерянная быль». Для сбора средств на создание и для обсуждения съёмочного процесса 14 мая 2012 года были открыты специальные сайт и форум.
В 2015 году был снят фильм-продолжение — «Вещий Олег. Обретённая быль» (его премьерный телепоказ состоялся 4 ноября того же года на канале «РЕН ТВ»).

### Оценки деятельности
Задорнова поддерживал Валерий Чудинов.
Специалист в области истории русского языка, профессор МГУ, заведующий Сектором истории русского литературного языка Института русского языка им. В. В. Виноградова РАН В. М. Живов считал методы Задорнова абсолютно ненаучными и отмечал, что тот применяет их скорее с целью пропаганды идей славянофильства (недоступная ссылка).
Академик А. А. Зализняк отметил, что дискутирующий с украинскими лингвистами-любителями автор (не называя Задорнова по имени) на деле использует такие же методы манипулирования. Фонетическое выделение необходимого корня «древнего слова» для подтверждения теории «русского древнего Ра» делается совершенно так же, как в украинской любительской лингвистике выводится происхождение украинцев от тевкров («те-укров»), то есть с игнорированием очевидных даже школьникам суффиксов и приставок (недоступная ссылка).
Историк М. М. Кром отмечал, что, как и многие авторы других сомнительных теорий, Задорнов апеллировал к «простоте»: «Возникает характерная для мифа оппозиция: высоколобые профессора, которые, несмотря на всю свою ученость, не смогли (или не захотели?) понять суть дела, и не имеющий учёной степени, но наделенный большим здравым смыслом человек… при помощи самых простых средств (и, в частности, „народной этимологии“) легко разгадывает самые головоломные загадки древней истории руссов».
Историк и археолог Л. А. Беляев предполагал, что Задорнов отчасти принадлежал к «невинным непрофессионалам», которые искренне считают, что совершили открытие, однако «трудно отрицать, что он одновременно отвечает (искренне или неискренне — неважно) на вполне ясный запрос общества на „националистическую эстрадную репризу“, используя ожидания значительной части аудитории».
Историк В. А. Шнирельман писал: «В своих юмористических программах Задорнов уверяет, что иной раз разыгрывает собеседников, включая и журналистов. Однако, увлекаясь народными этимологиями и рекламируя книгу Лесного, он выступает отнюдь не с позиций сатирика-юмориста»
Историк И. А. Гринько приводит упоминание Задорнова в названии как один из признаков, по которым можно идентифицировать псевдонаучный текст.
Редакция рецензируемого журнала «Антропологический форум» приводит тексты Задорнова в качестве примера псевдонаучных текстов — имитирующих научное знание, «знания, претендующего на статус научного, но не являющегося таковым».
Фильм Задорнова «Рюрик. Потерянная быль» подвергся критике со стороны академического сообщества, отметившего его псевдонаучность. Исследователь Рюрика историк Е. В. Пчелов писал, что, хотя сам фильм можно было воспринять как историческую фантазию и скорее художественное произведение, но Задорнов предоставил возможность излагать в нём свои теории А. А. Клёсову, которого научное сообщество считает создателем псевдонаучного учения. Пчелов отметил «развлекательный» характер первой половины фильма и критически разобрал по существу концепцию Задорнова и ассистировавших ему в фильме учёных.
В 2016 году Михаил Задорнов стал финалистом антипремии «Почётный академик ВРАЛ» за достижения в области псевдолингвистики и активное продвижение псевдоистории.

## Политические взгляды

### США
Михаил Задорнов широко известен своей антиамериканской сатирой. Он фактически создал собственный бренд юмористических произведений «тупые американцы» со слоганом «ну тупые!», упоминание которого позже признал неуместным. Сатирику принадлежит множество афоризмов на эту тему. Некоторые примеры:
- Американцы внутри очень добрые. Они считают, например, что по-доброму надо уничтожить Ирак.
- Только американцы, их тупиковая ветвь человечества могла из Моники Левински сделать писательницу.
- Самая короткая шутка про Америку: «Макдоналдс» — это ресторан.
- Только русский человек может по пьяни два часа внушать американцу, что мы страна придурков... и дать ему в морду, когда он согласится.
- Когда русские заглядывают в комнату и видят, что там никого нет, они говорят «ни души». То есть главное в человеке — это душа. А англодумающие в таких случаях говорят «nobody» — «нет туловища». Это очень точно отражает их психологию. Для них человек — это туловище, а для нас — душа.
- В американских блокбастерах они говорят: «Спасаем наши… задницы!». Мы спасаем души, а они — самое дорогое, что есть у них.

В знак протеста против дискриминации сборной России на зимней Олимпиаде 2002 года аннулировал американскую визу, демонстративно перечеркнув её чёрной гелевой ручкой в прямом эфире программы Николая Сванидзе «Зеркало» на канале «Россия». В более поздних выступлениях Задорнов в шутку говорил, что его визу аннулировали за то, что он отрицательно высказался о Джордже Буше («Американцы во всём мире главные, а их президент — главнюк»).
В позднем творчестве Задорнов обращался к достоинствам американской культуры.
Семён Слепаков выразил мнение, что многие, кто критикует Задорнова за антиамериканизм, не будучи сами авторами сатирических произведений, не понимают, как сделан такой юмористический конструктив и как формируется им ирония. Точку зрения Слепакова Задорнов иногда оглашал, объясняя на своих концертах, что критиковал слепое подражание американскому образу жизни без знания базы.

### Украина
Создал ряд популярных шуток, посвящённых Евромайдану, украинским националистам, украинской армии и ряду украинских событий после 2014 года. Примеры афоризмов по украинской тематике по версии украинских СМИ:
- «Украина стала стягивать боевую технику к границе с Россией. Со стороны России к границе подтянулись сборщики металлолома».
- «Я за то, чтобы Украину быстрее приняли в Евросоюз. Чем быстрее Украина вступит в Евросоюз, тем быстрее он развалится. Лучше иметь пятую колонну у врага, чем у себя».
- «Когда-то украинские ополченцы были простыми мужиками с охотничьими ружьями. Против них послали БТРы, и у них появились БТРы. Против них послали танки, у них танки появились, потом самолёты. На месте США я бы поостерёгся отправлять туда свой флот!»
- «Не рой соседу яму, а то он использует её как окоп».
- «А вам, когда вступите в ЕС, сало запретят! Вы понимаете, что будет с Украиной?! Вам будут из Голландии сливать сало — „обессаленное“ и обезжиренное!»
- «Демократия — это мировоззрение. Мировоззрение не является поводом для получения зарплат».
- «Украина войдёт в историю как народ, который решил, что не хочет жить плохо, и стал жить ещё хуже».

Шутки сатирика на тему украинского кризиса остро критиковались за то, что многие из них высмеивали события вокруг больших человеческих жертв.
Украинские обозреватели отмечают, что Задорнов был весьма популярен на Украине до 2014 года. Наибольшей критике Задорнов подвергся за его шутку о сбитом малайзийском «Боинге» («Псаки выдала точные причины падения Boeing — малайзийский Boeing, сказала она, упал, потому что был тяжелее воздуха») (вариация этой шутки встречалась в пародийном рассказе Задорнова 2003 года «Репортаж с авиакатастрофы»).
В марте 2014 года поддержал аннексию Крыма, подписал письмо президенту России Владимиру Путину в поддержку аннексии, после чего был внесён в список лиц, которым запрещён въезд на Украину. Также, по его словам, Задорнову был запрещён въезд в США.

### Россия
В октябре 1993 года поддержал действия Бориса Ельцина по силовому разгону Съезда народных депутатов России, о чём спустя 20 лет сожалел:
«Я октябрьские события хорошо помню. Я был на гастролях на Дальнем Востоке и когда услышал о танках, я бросил всё, хотя у меня оставалось ещё пять концертов, и полетел в Москву – мне стыдно сейчас об этом говорить – спасать Ельцина! Я считал, что социализм надо строить только демократическим путём. Но это были псевдодемократические убеждения. Я изменил свои взгляды. И после 93-го года не имею никаких отношений ни с демократическими политиками, ни с торговцами. Я у Ельцина увидел окружение, которое совершенно не заморачивалось идеями о том, чтобы народ жил лучше. Всё, что они гребли – гребли под себя».
В своих монологах неоднократно говорил, что уже несколько лет принципиально ни за кого не голосует. Однако в выборах в Госдуму 2011 года он всё-таки принял участие, поддержав КПРФ. На выборах президента России 2012 года поддержал Геннадия Зюганова. На сайте КПРФ иногда появлялись материалы, написанные Задорновым; они также публиковались в «Правде» и в «Советской России».
Видное место в творчестве Задорнова занимала реформа российского образования, в том числе введение обязательного ЕГЭ. Сам ЕГЭ является разновидностью принятой в мире практики контроля качества обучения с помощью формальных тестов, что, по мнению Задорнова, нацелено существенным образом на контроль памяти и не способно оценить творческие способности учащегося. Начиная с 2010 года он опубликовал ряд критических статей на эту тему («ЕГЭ — контрольный выстрел в систему образования», «Узкоумственные, вперёд — 2», «Измена»), негативно отзывался о министре образования Андрее Фурсенко.
Являлся сторонником движения «Звенящие кедры России», продвигающего идею проживания семей в «родовых поместьях» со ставкой на натуральное хозяйство. Очень тепло отзывался о Владимире Мегре, на идеях которого основано движение, близко дружил с ним. Некоторые подозревали Задорнова в скрытой иронии, но в интервью он твёрдо высказывал поддержку движению.
В 2013 году заявил: «Мне очень тоскливо, когда я вижу, что творится внутри страны. Маркс и Ленин правы, капитализм — самое отвратительное устройство общества. Почему? Потому что самые плохие качества человека делают его внешне успешным».

## Благотворительность
В 1993 году Михаил Задорнов создал фонд помощи русским в странах Прибалтики «Содружество». Среди дел фонда — переселение русского населения и обеспечение инвалидными колясками нуждающихся.
В декабре 2009 года Михаил Задорнов открыл в Риге библиотеку имени своего отца, Николая Задорнова, приурочив открытие к столетию со дня его рождения. Библиотека объявлена общедоступной и бесплатной.
27 мая 2010 года в селе Воскресенское Задорнов представил общественности памятник няне А. С. Пушкина Арине Родионовне, выполненный скульптором Валерием Шевченко из бронзы в рост Арины Родионовны — 160 см. Михаил Николаевич выступил инициатором проекта, монумент был установлен за счёт его фонда. Открытие приурочено к XXV областному Пушкинскому празднику, посвящённому 211-й годовщине со дня рождения поэта. Ещё два памятника Арине Родионовне установлены по инициативе и при поддержке Задорнова в селе Большое Болдино Нижегородской области в сентябре 2009 года и в парке Этномир Калужской области в декабре 2008 года (скульптор Екатерина Щебетова).

## Личная жизнь
Первая жена — Велта Задорнова (девичья фамилия — Калнберзинь; род. 26 июля 1948), доктор филологических наук, профессор кафедры английского языкознания филфака МГУ, дочь первого секретаря ЦК Компартии Латвии Яна Калнберзиня, училась в одном классе с Задорновым. Брак был заключён в марте 1971 года, предположения о разводе появились в прессе в 2009 году.
Вторая жена — Елена Владимировна Бомбина (род. 1964), была администратором Задорнова, живёт в Риге. Отношения завязались в 1984 году[уточнить].
Дочь — Елена Задорнова (род. 1990), актриса, названа в честь матери Михаила. Окончила ГИТИС и магистратуру по антропологии на Мальте, занимается организацией концертов, снялась в фильме «Однажды в Америке, или Чисто русская сказка» по сценарию отца вместе с матерью. Играла в латвийской команде КВН (капитан Гарри Польских).
Трое внуков, дети дочки, родились в 2022, 2023 и 2024 годах, дочь замужем за ливанцем Али Тартузи, живут на Мальте, дочь Задорнова рисует картины и пишет стихи, по профессии социолог и антрополог.
«Последней музой» Задорнова пресса называла актрису и продюсера Марину Орлову, с которой Михаила с 2013 года связывали творческие и деловые отношения, совместные выступления на сцене, гастроли и съёмки фильма.
Задорнов был вегетарианцем примерно с 50-летнего возраста.

## Критика
В 2009 году Задорнова обвинили в плагиате за пересказ истории про хатуля-мадана (кота-учёного) из блога израильской писательницы Виктории Райхер (псевдоним Neivid). Писатель извинился и урегулировал вопрос компенсацией в 100 000 рублей.
Во время одного из концертов, транслировавшихся в 2010 году по «Первому каналу», Задорнов дал ряд негативных характеристик жителям Владивостока, в частности женщинам: «Все женщины одеты как, ну как пропиарено в глянцевых модных журналах, то есть все девушки во Владивостоке выглядят как проститутки». Это и некоторые другие высказывания вызвали возмущение интернет-сообщества «приморской столицы». Задорнов ответил на критику в своём блоге в ЖЖ: «Есть замечательная русская пословица: „Правда глаза колет“. Конечно же, оскорбились в первую очередь те, кто себя узнал».
В ответ на это в апреле 2010 года во Владивостоке поступила в продажу туалетная бумага «Мишка-забияка» и «Бумажка с задоринкой» с изображением сатирика.

## Работы

### Телевидение
Выступления
| Дата выхода           | Название                                                    | Телеканал             |
| --------------------- | ----------------------------------------------------------- | --------------------- |
| 3 ноября 1990         | «Ангажемент»                                                | ЦТ СССР               |
| 1 апреля 1992         | «Много шума и… ничего!»                                     | «1-й канал Останкино» |
| 31 декабря 1992       | «В каждой шутке есть доля… шутки»                           | «1-й канал Останкино» |
| 31 декабря 1993       | «Веселее жить стало (Новогодние фантазии)»                  | «1-й канал Останкино» |
| 7 ноября 1994         | «Так жить можно!?…»                                         | «1-й канал Останкино» |
| 1997                  | «Что делать, или как нам обустроить Россию ?»               | «РТР»                 |
| 1998                  | «Мездра по Питерски»                                        | «Пятый канал»         |
| 1 января 1998         | «Неюбилей — 50. Часть 1»                                    | «РТР»                 |
| 1 января 1998         | «Неюбилей — 50. Часть 2»                                    | «РТР»                 |
| 1999                  | «Рижский гамбит»                                            | «РТР»                 |
| 2 января 2000         | «Лекция (с юмором)»                                         | «РТР»                 |
| 31 марта 2000         | «От Путча до Путина»                                        | «РТР»                 |
| 30 апреля 2000        | «Мы чьё, Дурачьё ?»                                         | «ОРТ»                 |
| 6 ноября 2000         | «Задорная компания»                                         | «РТР»                 |
| 2002                  | «Задоринки и задорнизмы»                                    | PTS «Studija VIDIKOM» |
| 2002                  | «Ножки Буша»                                                | «НГТРК РБ»            |
| 30 апреля 2002        | «Фантазии Михаила Задорнова»                                | «РТР»                 |
| 23 августа 2002       | «Великая страна с непредсказуемым прошлым»                  | «ОРТ»                 |
| 2002 (выпущен в 2007) | «Тест на интеллект»                                         | «Зоголь ТВ»           |
| 5 апреля 2003         | «Американская трагедия» (или «Фантазии на заданную тему»)   | «Россия»              |
| 12 июня 2003          | «Фантазии М. Задорнова. Всё не так плохо!!!»                | «Россия»              |
| 1 мая 2004            | «Не дайте себе засохнуть»                                   | «Россия»              |
| 20 мая 2004           | «Египетские ночи»                                           | «Россия»              |
| 2005                  | «Не для ТВ.ru»                                              | «РЕН ТВ»              |
| 2005                  | «Непонятки»                                                 | «РЕН ТВ»              |
| 23 февраля 2005       | «Записки отморозка»                                         | «РЕН ТВ»              |
| 2 мая 2005            | «Да здравствует то, Благодаря чему мы, Несмотря ни на что!» | «РЕН ТВ»              |
| 22 октября 2005       | «После нас хоть потоп!»                                     | «РЕН ТВ»              |
| 25 декабря 2005       | «Подниматель пингвинов»                                     | «РЕН ТВ»              |
| 1 апреля 2006         | «Египетские ночи»                                           | «РЕН ТВ»              |
| 7 апреля 2006         | «Этот безумный, безумный мир»                               | «Первый канал»        |
| 13 октября 2006       | «Заметки Предсказамуса»                                     | «РЕН ТВ»              |
| 24 ноября 2006        | «Новый концерт»                                             | «Первый канал»        |
| 30 декабря 2006       | «Я люблю тебя Жизнь»                                        | «Первый канал»        |
| 30 декабря 2006       | «Не забывается такое никогда!»                              | «РЕН ТВ»              |
| 13 января 2007        | «Третье ухо»                                                | «РЕН ТВ»              |
| 16 марта 2007         | «Бакарасики не татупеды»                                    | «Первый канал»        |
| 28 апреля 2007        | «Когда смешно, тогда не страшно!»                           | «РЕН ТВ»              |
| 15 сентября 2007      | «Записки усталого романтика»                                | «Первый канал»        |
| 1 января 2008         | «С первым смехом!!!»                                        | «Первый канал»        |
| 23 февраля 2008       | «Ничего себе!»                                              | «РЕН ТВ»              |
| 30 марта 2008         | «Задорный день»                                             | «СТС»                 |
| 8 мая 2008            | «Уникальный русский народ!»                                 | «РЕН ТВ»              |
| 16 ноября 2008        | «Задорный день. Часть 1»                                    | «СТС»                 |
| 30 ноября 2008        | «Задорный день. Часть 2»                                    | «СТС»                 |
| 27 декабря 2008       | «СТС в гостях у Михаила Задорнова»                          | «СТС»                 |
| 2009                  | «Сандирибуридинди бабаяси ха-хаяси»                         | «СТБ»                 |
| 9 января 2009         | «SMS. Гламур. Окей!»                                        | «РЕН ТВ»              |
| 24 января 2009        | «Антикризисный концерт»                                     | «РЕН ТВ»              |
| 31 января 2009        | «Юмор выше пояса»                                           | «РЕН ТВ»              |
| 4 апреля 2009         | «Антикризисный концерт 2»                                   | «РЕН ТВ»              |
| 2 мая 2009            | «Всегда готов!»                                             | «РЕН ТВ»              |
| 19 сентября 2009      | «Михаил Задорнов и его задорная компания»                   | «СТБ»                 |
| 30 октября 2009       | «Умом Россию не поднять!»                                   | «Первый канал»        |
| 2 января 2010         | «Новогодний концерт»                                        | «Первый канал»        |
| 9 января 2010         | «Задорновости»                                              | «РЕН ТВ»              |
| 6 февраля 2010        | «Будь готов!»                                               | «РЕН ТВ»              |
| 13 марта 2010         | «Кому на Руси жить?!»                                       | «Первый канал»        |
| 9 мая 2010            | «По родной стране»                                          | «РЕН ТВ»              |
| 5 июня 2010           | «Задорные заколебалки»                                      | «РЕН ТВ»              |
| 30 декабря 2010       | «Трудно жить легко»                                         | «РЕН ТВ»              |
| 1 января 2011         | «Россия — Родина хрена!»                                    | «РЕН ТВ»              |
| 2 мая 2011            | «Нас не оцифруешь!»                                         | «РЕН ТВ»              |
| 17 сентября 2011      | «Я люблю Америку!»                                          | «РЕН ТВ»              |
| 5 ноября 2011         | «Тырлы и глоупены»                                          | «РЕН ТВ»              |
| 1 января 2012         | «Смех сквозь хохот»                                         | «РЕН ТВ»              |
| 20 октября 2012       | «Танцы на граблях»                                          | «РЕН ТВ»              |
| 1 января 2013         | «Всё будет чики-пуки!!!»                                    | «РЕН ТВ»              |
| 30 декабря 2013       | «Новогодний задорный юбилей. Часть 1»                       | «СТС»                 |
| 31 декабря 2013       | «Новогодний задорный юбилей. Часть 2»                       | «СТС»                 |
| 1 января 2014         | «Не дай себе заглохнуть!»                                   | «РЕН ТВ»              |
| 4 января 2014         | «Не дай себя опокемонить!»                                  | «РЕН ТВ»              |
| 23 февраля 2015       | «Задорновости 2014»                                         | «РЕН ТВ»              |
| 1 мая 2015            | «Кажется, что всё не так плохо, как кажется»                | «РЕН ТВ»              |
| 4 ноября 2015         | «Слава Роду!»                                               | «РЕН ТВ»              |
| 1 января 2016         | «Смех в конце тоннеля»                                      | «РЕН ТВ»              |
| 6 марта 2016          | «Апельсины цвета беж»                                       | «РЕН ТВ»              |

Сборники
| Дата выхода      | Название                       | Телеканал |
| ---------------- | ------------------------------ | --------- |
| 1997             | «Мы все из ЧИ-ЧИ-ЧИ-ПИ»        | «РТР»     |
| 7 ноября 1997    | «Умом Россию не понять»        | «ОРТ»     |
| 2002             | «Мы»                           | «РТР»     |
| 2005             | «Юмор 585 пробы»               |           |
| 2009             | «Юмористическая шрапнель»      | «СТБ»     |
| 1 января 2010    | «Собрание сочинений»           | «РЕН ТВ»  |
| 7 марта 2011     | «Записные книжки»              | «РЕН ТВ»  |
| 7 мая 2011       | «Сборник рассказов»            | «РЕН ТВ»  |
| 25 сентября 2011 | «Мелочь, а приятно»            | «РЕН ТВ»  |
| 25 февраля 2012  | «Избранное»                    | «РЕН ТВ»  |
| 12 октября 2013  | «История не для всех»          | «РЕН ТВ»  |
| 26 октября 2013  | «Русский для коекакеров»       | «РЕН ТВ»  |
| 2 ноября 2013    | «Энциклопедия глупости»        | «РЕН ТВ»  |
| 9 ноября 2013    | «Реформа НЕОбразования»        | «РЕН ТВ»  |
| 26 июля 2014     | «Закрыватель Америки»          | «РЕН ТВ»  |
| 20 сентября 2014 | «Поколение памперсов»          | «РЕН ТВ»  |
| 27 сентября 2014 | «Мужчины и Женщины»            | «РЕН ТВ»  |
| 1 января 2015    | «Новогодний Задорнов»          | «РЕН ТВ»  |
| 1 мая 2015       | «Наблюдашки и размышлизмы»     | «РЕН ТВ»  |
| 20 июня 2015     | «Вся правда о российской дури» | «РЕН ТВ»  |
| 9 октября 2015   | «Четвёртая власть»             | «РЕН ТВ»  |
| 3 января 2016    | «Задорнов детям»               | «РЕН ТВ»  |
| 16 января 2016   | «Задорнов. Мемуары»            | «РЕН ТВ»  |
| 6 мая 2016       | «Глупота по-американски»       | «РЕН ТВ»  |
| 11 июня 2016     | «Доктор Задор»                 | «РЕН ТВ»  |
| 29 октября 2016  | «Мы все учились понемногу»     | «РЕН ТВ»  |
| 12 ноября 2016   | «Задачник от Задорнова»        | «РЕН ТВ»  |
| 1 января 2017    | «Умом Россию никогда…»         | «РЕН ТВ»  |
| 30 апреля 2017   | «Только у нас…»                | «РЕН ТВ»  |

Участие в телепередачах
| Дата выпуска                    | Название                                       | Телеканал                  | Роль                                                     |
| ------------------------------- | ---------------------------------------------- | -------------------------- | -------------------------------------------------------- |
| 1982, 1984, 2-я половина 1980-х | «Вокруг смеха»                                 | Гостелерадио СССР          | Приглашённый артист                                      |
| 1986 — первая половина 2000-х   | «Аншлаг»                                       | Гостелерадио СССР, «РТР»   | Соведущий (до начала 90-х), приглашённый артист          |
| 1992, 2011, 2013                | «КВН»                                          | «Первый канал»             | Член жюри, приглашённый артист (в 2013 году)             |
| 1992, 1998                      | «Тема»                                         | 1-й канал Останкино, «ОРТ» | Гость                                                    |
| 1994, 1996, 1998                | Час Пик                                        | 1-й канал Останкино, «ОРТ» | Гость                                                    |
| 1994                            | «Поле чудес»                                   | «1-й канал Останкино»      | Игрок                                                    |
| 2000, 2002                      | «Зеркало»                                      | «РТР»                      | Гость                                                    |
| 2002                            | «Культурная революция»                         | «Культура»                 | Гость                                                    |
| 2003—2004                       | «Кривое зеркало»                               | «Первый канал», «Россия»   | Приглашённый артист                                      |
| 2003—2004                       | «Юрмалина»                                     | «Россия»                   | Ведущий и организатор (в 2003 году), приглашённый артист |
| 2003—2007                       | «Проводы старого года с Максимом Галкиным»     | «Первый канал»             | Приглашённый артист                                      |
| 2006                            | «Задорнова к ответу!»                          | «РЕН ТВ»                   | Гость                                                    |
| 2007                            | «Минута славы»                                 | «Первый канал»             | Член жюри                                                |
| 2008                            | «Ответ ребром. 1 часть»                        | «РЕН ТВ»                   | Гость                                                    |
| 2008                            | «Ответ ребром. 2 часть»                        | «РЕН ТВ»                   | Гость                                                    |
| 2008                            | «Гордон Кихот»                                 | «Первый канал»             | Гость                                                    |
| 2010                            | «Без цензуры»                                  | «TV5 Riga»                 | Гость                                                    |
| 2013                            | «История российского юмора»                    | «СТС»                      |                                                          |
| 2013—2014                       | «Приглашает Борис Ноткин»                      | «ТВ Центр»                 | Гость                                                    |
| 2014                            | «Человек-неформат, или 6:5 в пользу Задорнова» | «РЕН ТВ»                   |                                                          |
| 2016                            | «Салтыков-Щедрин шоу»                          | «НТВ»                      | Соведущий                                                |

### Фильмография
| Дата выпуска | Название                                      | Роль                                                           |
| ------------ | --------------------------------------------- | -------------------------------------------------------------- |
| 1989         | «Не понимаю»                                  |                                                                |
| 1991         | «Депрессия»                                   | Чиновник                                                       |
| 1992         | «Хочу вашего мужа»                            | Андрюша / Сценарист                                            |
| 2003         | «Куплю вашего мужа» («Pērku jūsu vīru!»)      | Сценарист                                                      |
| 2008         | «Аркаим. Стоящий у солнца»                    | Соавтор фильма с Сергеем Алексеевым; режиссёр Александр Волков |
| 2010         | «Отцы и дети. Николай и Михаил Задорновы»     | Автор и режиссёр                                               |
| 2012         | «Рюрик. Потерянная быль»                      | Сценарист и ведущий                                            |
| 2015         | «Вещий Олег. Обретённая быль»                 | Сценарист и ведущий                                            |
| 2018         | «Однажды в Америке, или Чисто русская сказка» | Повествователь / Сценарист и художественный руководитель       |

## Награды
Михаил Задорнов имеет государственные, ведомственные и общественные награды:
- 1975 — Премия Ленинского комсомола за художественное руководство, работу как режиссёр-постановщик и актёр в студенческом театре «Россия» (МАИ).
- 1979 — Премия «Золотой телёнок» «Литературной Газеты» («Клуба 12 стульев»).
- 1996 — Лауреат Кубка Аркадия Райкина на фестивале «MORE SMEHA» в Риге (как победа в конкурсе иногда в награды не включается).
- 1999 — Премия «Овация».
- 2011 — Премия «Слово к народу», учреждённая газетой «Советская Россия».
- 2012 — Медаль ЦК КПРФ «90-летие образования СССР».
- 2013 — Нагрудный знак РФ «За вклад в российскую культуру» (Министерство культуры Российской Федерации)[166]

Также в честь Задорнова назван астероид (5043) Задорнов, название дано крымским астрономом Людмилой Черных.

## В документалистике
Творчеству и памяти писателя-сатирика посвящены документальные фильмы и телепередачи:
- «Михаил Задорнов. „К отцу на край земли“» («Первый канал», 2009)[167][168]
- «Михаил Задорнов. „Задорнов больше, чем Задорнов“» («ТВ Центр», 2013)[169]
- «Михаил Задорнов. „Легко жить трудно“» («Первый канал», 2018)[170][171]
- «Михаил Задорнов. „Когда смешно, тогда не страшно“» («ТВ Центр», 2018)[172].